# Hamed Koné
Hamed Koné (sinh ngày 2 tháng 11 năm 1987) là một cầu thủ bóng đá người Bờ Biển Ngà.

## Sự nghiệp câu lạc bộ
Hamed Koné đã từng chơi cho Gainare Tottori.